# Ribera del Guadiana
Ribera del Guadiana es una denominación de origen protegida de vinos de Extremadura. Fue reconocida en 1999, cuando el Ministerio de Agricultura Pesca y Alimentación (MAPA) ratificó el reglamento de su Consejo Regulador.
Esta andadura comienza cuando la Comisión Interprofesional “Vino de la Tierra” recibe la aprobación de su Reglamento en la Orden de 12 de diciembre de 1990, por parte de la Consejería de Agricultura y Comercio. El siguiente paso fue el reconocimiento de la DO Ribera del Guadiana con el nombramiento de Consejo Regulador Provisional en agosto de 1996. Posteriormente, y como preámbulo de la esperada Ratificación, la Orden 17/03/97 de la Junta de Extremadura aprobaba el Reglamento.
De esta forma, con la DO Ribera del Guadiana, se reconocía la labor bien hecha y la vocación natural de la tierra extremeña. En la actualidad Extremadura está inmersa en el desarrollo de los planes de reestructuración y reconversión de viñedo ha dirigido hacia variedades tintas, que deberán ser, como mínimo, el 80% del total de los proyectos que se presenten. 
Paralelo a la reestructuración del viñedo las bodegas han realizado una importante adaptación tecnológica acorde con a los principios de la enología moderna que ha supuesto un enorme esfuerzo inversor.

## Historia

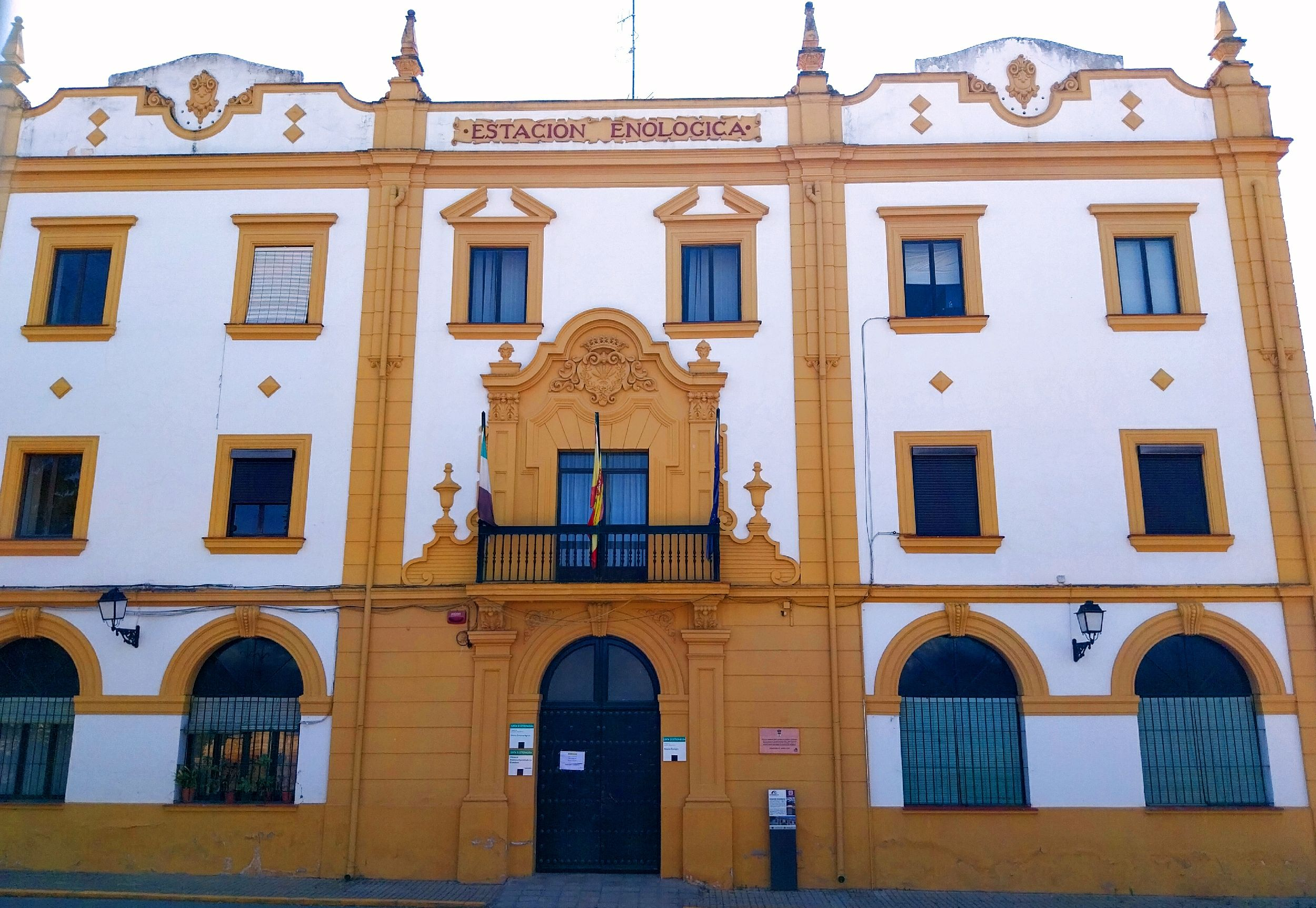
Estación Enológica de Almendralejo

Recordar la antigua viticultura de Extremadura es rememorar a sus primitivos habitantes, los pueblos celtas y lusitanos, pero sin duda fue la civilización romana la que hizo prácticamente nacer y prosperar la viticultura en su ámbito general. La gran población que albergaba Augusta Emerita y la gran población flotante que llegaba y discurría por las calzadas romanas que la unían con el resto de la península, daban lugar a un florecimiento y auge del consumo.
Los vestigios arqueológicos más antiguos relacionados con el vino en Extremadura son la kylix de Medellín, fechada hacia el 550 a. C., que presupone el uso del vino en los banquetes funerarios. Entre otros hay un importante testimonio gráfico relacionado con el vino en Extremadura, y fechado en el siglo III, nos referimos el mosaico de Augusta Emérita, hallado en la Casa del Anfiteatro, y en cuya parte central tres personas pisan uva entre zarcillos de vid.
En 1186, el Rey Alfonso VIII fundó la ciudad de Plasencia y la dotó de una serie de privilegios contenidos en el Fuero de Plasencia (siglo XIII). De un total de 700 artículos, algo más de 30 giran en torno al vino, lo que pone de manifiesto la importancia económica del cultivo de la vid en la zona.
El Monasterio de Santa María de Guadalupe fue un modelo de rigurosidad en la obtención de sus vinos. En documentos encontrados en el Monasterio de Guadalupe se relatan todos los utensilios utilizados en la vendimia primero y en la bodega después, así como el cuidado que estos útiles requerían
Luis de Toro escribe en 1573 un manuscrito sobre los vinos extremeños que conoció el emperador Carlos V en Yuste, en el que se dice:

“Porque además de las variadas especies de uvas de las que algunas son ciertamente exquisitas, además de la abundancia de higos muy dulces...gozamos, como tengo dicho, de múltiples géneros de cerezas de un gusto y tamaño extraordinarios, rojas negras y de un color intermedio parecido al vino.”

La expansión del viñedo Extremeño es relativamente importante desde principios del siglo XVII, proceso favorecido por el aumento de la demanda y consiguientemente del precio del vino.
Durante la segunda mitad del siglo XIX la viticultura va a verse afectada por una serie de problemas de tipo parasitario, que va a producir importantes cambios en las técnicas de cultivo. Oidio (1845), filoxera (1868) y mildiu (1878), enfermedades todas ellas procedentes de América produjeron una profunda crisis en la viticultura.
Concluido el conflicto civil, en 1939, con esfuerzo y entusiasmo los viticultores emprendieron las replantaciones. Superados los difíciles años posteriores, la viticultura extremeña se encaminó de forma significativa hacia loa nuevas tendencias de consumo.
Posteriormente se viene afianzando una coyuntura favorable, los productores bien informados acerca de las realidades económicas, orientan sus cultivos e industrias, con criterios selectivos, abordando todas las posibilidades de la viticultura y la enología modernas.
La denominación de origen protegida Ribera del Guadiana obtuvo su registro ante la Unión Europea el 14 de abril de 2004.También cuenta con registro ante la Organización Mundial de la Propiedad Intelectual desde 22 de junio de 2021.

## Las subzonas de la Ribera del Guadiana

Las seis subzonas del Ribera del Guadiana.

Se amparan bajo una sola D.O. las seis comarcas vitivinícolas extremeñas, no imponiendo un criterio de homogeneidad sino se exigió simplemente que los elementos naturales que concurren permitieran alcanzar un adecuado nivel de calidad en los productos, incluyéndose ésta suma de áreas dispersas aunque conectadas entre sí por vínculos vitivinícolas (variedades, forma de cultivo...), enológicos (modalidades de elaboración, de crianza,...) o por razón del nombre del producto del mercado. La zona de producción de los vinos amparados por esta denominación de origen está constituida por terrenos ubicados en los términos municipales que se citan a continuación en cada subzona:

### Tierra de Barros
La comarca de Tierra de Barros es de relieve prácticamente llano, con suelos fértiles, ricos en nutrientes y con notable capacidad para la retención de agua. Tiene una altitud media de 521 m s. n. m. El clima es bastante seco, con elevadas temperaturas en verano, acentuadas por la acción del viento solano. Las precipitaciones oscilan entre 350 y 450 mm al año. En esta subzona se concentran el 80% de las viñas.
Comprende los municipios de Aceuchal, Ahillones, Alange, Almendralejo, Arroyo de San Serván, Azuaga, Berlanga, Calamonte, Corte de Peleas, Entrín Bajo, Feria, Fuente del Maestre, Granja de Torrehermosa, Higuera de Llerena, Hinojosa del Valle, Hornachos, La Morera, La Parra, Llera, Llerena, Maguilla, Mérida (margen izquierda del río Guadiana), Nogales, Palomas, Puebla del Prior, Puebla de la Reina, Ribera del Fresno, Salvatierra de los Barros, Santa Marta, Solana de los Barros, Torre de Miguel Sesmero, Torremegía, Valencia de las Torres, Valverde de Llerena, Villafranca de los Barros y Villalba de los Barros, en la provincia de Badajoz.

### Matanegra
Existe cierta similitud en su suelo respecto a Tierra de Barros. Su altitud media es de 638 m. La climatología es similar a la de Tierra de Barros, algo más suave que hace retrasar en unos días la recogida de la uva.
Comprende los municipios de Bienvenida, Calzadilla de los Barros, Fuente de Cantos,Valencia del Ventoso, Medina de las Torres, Puebla de Sancho Pérez, Los Santos de Maimona, Usagre y Zafra, en la provincia de Badajoz.

### Ribera Alta
Los depósitos cuaternarios dejados por el Guadiana y sus afluentes han dado lugar a esta subzona con suelos muy arenosos. La altitud media es de 427 m s. n. m. El clima es continental con moderada influencia atlántica.
Comprende los municipios de Aljucén, Benquerencia, Campanario, Carrascalejo, Castuera, La Coronada, Cristina, Don Álvaro, Don Benito, Esparragalejo, Esparragosa de la Serena, Higuera de la Serena, La Garrovilla, Guareña, La Haba, Magacela, Malpartida de la Serena, Manchita, Medellín, Mengabril, Mérida (margen derecha del río Guadiana), Mirandilla, Monterrubio de la Serena, La Nava de Santiago, Oliva de Mérida, Quintana de la Serena, Rena, San Pedro de Mérida, Santa Amalia, Trujillanos, Valdetorres, Valverde de Mérida, Valle de la Serena, Villagonzalo, Villanueva de la Serena, Villar de Rena, Zalamea de la Serena y Zarza de Alange, en la provincia de Badajoz.

### Ribera Baja
Los depósitos cuaternarios dejados por el Guadiana y sus afluentes han dado lugar a las vegas Bajas con un carácter arcilloso-limoso. La altitud media es de 286 m s. n. m. El clima es continental con moderada influencia atlántica. Los veranos son largos, los otoños y primaveras cortos y suaves, y los inviernos no son muy rigurosos.
Comprende los municipios de La Albuera, Almendral, Badajoz, Lobón, Montijo, Olivenza, La Roca de la Sierra, Talavera la Real, Torremayor, Valverde de Leganés y Villar del Rey, en la provincia de Badajoz.

### Cañamero
La comarca se encuentra situada en plena Sierra de Guadalupe, con la vid en una altitud media de 849 m sobre el nivel del mar. Su relieve es bastante accidentado y los cultivos se asientan preferentemente en las laderas, sobre terrenos de naturaleza pizarrosa. El clima es suave, sin grandes contrastes térmicos, con unas precipitaciones medias entre 750-800 mm
Comprende los municipios de Alía, Berzocana, Cañamero, Guadalupe y Valdecaballeros, en la provincia de Cáceres.

### Montánchez
Es una zona de complicada orografía. Abundantes cerros que perfilan pequeños valles en los que el viñedo crece sobre suelos clasificados como tierras pardas ácidas y a una altitud media de 638 m s. n. m. De clima continental, sus veranos son muy cálidos y los inviernos no demasiado rigurosos. Las precipitaciones se sitúan entre 500 y 600 mm por año.
Comprende los municipios de Albalá, Alcuéscar, Aldea de Trujillo, Aldeacentenera, Almoharín, Arroyomolinos de Montánchez, Casas de Don Antonio, Escurial, Garciaz, Herguijuela, Ibahernando, La Cumbre, Madroñera, Miajadas, Montánchez, Puerto de Santa Cruz, Robledillo de Trujillo, Salvatierra de Santiago, Santa Cruz de la Sierra, Santa Marta de Magasca, Torre de Santa María, Torrecillas de la Tiesa, Trujillo, Valdefuentes, Valdemorales, Villamesías y Zarza de Montánchez, en la provincia de Cáceres.

## Variedades permitidas
- Blancas:

Alarije, Borba, Cayetana Blanca, Pardina, Viura o Macabeo, Chardonnay, Chelva o Montua, Eva o Beba de los Santos, Malvar, Parellada, Pedro Ximénez y Verdejo.
- Tintas:

Garnacha Tinta, Tempranillo o Cencibel o Tinto Fino, Bobal, Cabernet Sauvignon, Graciano, Mazuela, Merlot, Monastrell y Syrah.

## Bodegas
- Paiva Bodegas y Viñedos.
- Viticultores de Barros.
- Bodegas Palacio Quemado.
- Pago Los Balancines.
- Bodegas Orán.
- Soc. Coop. Montevirgen.
- Bodegas Santa Marta.
- Carabal Viñedos y Bodegas.
- Bodegas Romale.
- Soc. Coop. Ntra. Sra de la Soledad.
- Valdeorite Bodegas.
- Soc. Coop. Olivaveros y Viticultores.
- Bodegas Cañalva.
- Bodegas Pozanco.
- Bodegas Toribio.
- Bodegas Ruiz Torres.
- Soc. Coop. San Isidro.
- Bodegas López Morenas.
- CAVE San José.
- Bodegas Tiara.
- Bodegas La Corte.
- Soc. Coop. Viñaoliva.
- Bodegas Antonio Medina e Hijos.
- Bodegas Cosecha Extremeña.
- Bodegas Viñarroba.

## Añadas
- 2010: Muy Buena.
- 2011: Muy Buena.
- 2012: Muy Buena.
- 2013: Muy Buena.
- 2014: Buena.
- 2015: Buena.
- 2016: Buena.
- 2017: Muy Buena.
- 2018: Muy Buena.
- 2019: Muy Buena.
- 2020: Muy Buena.

## Enlace de interés
- D.O. Ribera del Guadiana

- Datos: Q386686
- Multimedia: Ribera del Guadiana / Q386686